# 2019年世界陸上競技選手権大会サモア選手団
2019年世界陸上競技選手権大会サモア選手団は、2019年9月27日から10月6日までカタールのドーハで開催された第17回世界陸上競技選手権大会のサモア選手団。

## 選手団
- 人員: 選手 2人

## 選手名簿・結果
| ジェレミー・ドッドソン | 男子200m   | 20秒60 | 29位 (4着) | 予選敗退 | 予選敗退 | 予選敗退 | 予選敗退 | 予選敗退 | 予選敗退 |
| アレックス・ローズ     | 男子円盤投 | 61.80m | 21位       | -        | -        | 予選敗退 | 予選敗退 |          |          |